# Bygdeträsket
Bygdeträsket er en sø i Västerbotten i Västerbottens län i det nordlige Sverige, beliggende 131 meter over havet. Søen afvandes af Rickleån til Bottenbugten og er normalt isbelagt fra december til maj. Ved søen ligger byerne Bygdeträsk Bygdsiljum. Søens største dybde er omkring 100 meter. Bygdeträsket er den største sø i landskabet Västerbotten, med et areal på 29 km².
Byerne omkring Bygdeträsket er betegnet som rigsinteresse for kulturmiljøbeskyttelse. 
64°24′52″N 20°27′20″Ø / 64.4144°N 20.4555°Ø